# Alberto Terry
Alberto Terry Arias-Schreiber, ou simplesmente Toto,  (*16 de maio de 1929 - †7 de fevereiro de 2006) foi um jogador peruano de futebol.

## Carreira

### Clubes
- 1947-1959: Club Universitario de Deportes
- 1959-1962: Sporting Cristal

### Seleção
- 1945-1959: Peru